# لويز فون غال
لويز فون غال (بالألمانية: Louise von Gall)‏ هي كاتِبة ألمانية، ولدت في 19 سبتمبر 1815 في دارمشتات في ألمانيا، وتوفيت في 16 مارس 1855 في زاسنبرغ في ألمانيا.